# کری بنتیویلیو
کرری بنتولیو (به انگلیسی: Kerry Bentivolio) نمایندهٔ حوزه انتخابیه یازدهم میشیگان از حزب جمهوری‌خواه ایالات متحده آمریکا در مجلس نمایندگان ایالات متحده آمریکا است که برای نخستین‌بار در ۶ ژانویه ۲۰۱۳ میلادی به‌عضویت این مجلس درآمد.